# Колліна-д'Оро
Колліна-д'Оро (італ. Collina d'Oro) — громада  в Швейцарії в кантоні Тічино, округ Лугано.

## Географія
Громада розташована на відстані близько 160 км на південний схід від Берна, 27 км на південь від Беллінцони.
Колліна-д'Оро має площу 6,2 км², з яких на 38,6% дозволяється будівництво (житлове та будівництво доріг), 11,1% використовуються в сільськогосподарських цілях, 48,3% зайнято лісами, 1,9% не є продуктивними (річки, льодовики або гори).

## Демографія
2019 року в громаді мешкало 4615 осіб (+6,6% порівняно з 2010 роком), іноземців було 32,7%. Густота населення становила 750 осіб/км².
За віковим діапазоном населення розподілялося таким чином: 19,1% — особи молодші 20 років, 58,1% — особи у віці 20—64 років, 22,8% — особи у віці 65 років та старші. Було 2020 помешкань (у середньому 2,3 особи в помешканні).
Із загальної кількості 2285 працюючих 16 було зайнятих в первинному секторі, 720 — в обробній промисловості, 1549 — в галузі послуг.